# 1962年のスポーツ
1962年のスポーツ（1962ねんのスポーツ）では、1962年（昭和37年）のスポーツ関連の出来事についてまとめる。

## できごと
- 4月16日 - 全日本プロボクシング協会発足
- 4月18日 - 台湾問題で中華人民共和国が1964年東京オリンピックボイコットを決定
- 5月29日 - 大相撲の一行がハワイへ初の海外巡業
- 6月23日 - 日本体育協会、スポーツ少年団結成
- 7月3日 - 第15回世界体操競技選手権で日本男子団体初優勝
- 8月12日 - 堀江謙一、ヨットで太平洋を横断
- 9月5日 - 国鉄スワローズの金田正一、通算3514奪三振の世界記録
- 9月6日〜9日 - 第1回漕艇世界選手権、スイスのルツェルンで開催
- 9月20日 - 鈴鹿サーキット完成
- 10月10日 - ファイティング原田がボクシング世界フライ級王者に
- 10月13日〜30日 - バレーボール世界選手権で日本女子、7戦全勝の完全優勝

## 総合競技大会
- 第2回冬季ユニバーシアード（スイス・ビラール・3月6日〜12日） - 日本の獲得メダル：金3、銀3、銅3
- 第4回アジア競技大会（インドネシア・ジャカルタ・8月24日〜9月4日） - 日本の獲得メダル：金74、銀57、銅24
- 第17回岡山国体（冬季スケート - 青森県・1月25日〜28日、冬季スキー - 北海道・2月22日〜25日、夏季 - 岡山県・9月16日〜19日、秋季 - 岡山県・10月21日〜26日）
天皇杯順位：優勝 東京都、第2位 岡山県、第3位 愛知県
皇后杯順位：優勝 東京都、第2位 岡山県、第3位 愛知県

## アイスホッケー
- スタンレー・カップ決勝（1961-1962シーズン）
トロント・メープルリーフス （4勝2敗） シカゴ・ブラックホークス

## 大相撲
- 一月場所（蔵前国技館・14日〜28日）
幕内最高優勝 : 大鵬幸喜（13勝2敗,5回目）
十両優勝 : 荒岐山正（12勝3敗）
- 三月場所（大阪府立体育館・11日〜25日）
幕内最高優勝 : 佐田の山晋松（13勝2敗,2回目）
十両優勝 : 天津風武藏（11勝4敗）
- 五月場所（蔵前国技館・6日〜20日）
幕内最高優勝 : 栃ノ海晃嘉（14勝1敗,初）
十両優勝 : 玉嵐孝平（12勝3敗）
- 七月場所（名古屋市金山体育館・6月24日〜7月8日）
幕内最高優勝 : 大鵬幸喜（14勝1敗,6回目）
十両優勝 : 琴櫻紀雄（11勝4敗）
- 九月場所（蔵前国技館・9日〜23日）
幕内最高優勝 : 大鵬幸喜(13勝2敗,7回目）
十両優勝 : 若天龍祐三（12勝3敗）
- 十一月場所（福岡スポーツセンター・11日〜25日）
幕内最高優勝 :大鵬幸喜（13勝2敗,8回目）
十両優勝 : 岡ノ山喜郎（14勝1敗）
- 年間最優秀力士賞（年間最多勝):大鵬幸喜（77勝13敗）

## ゴルフ

### 世界4大大会（男子）
- マスターズ優勝者：アーノルド・パーマー（アメリカ）
- 全米オープン優勝者：ジャック・ニクラス（アメリカ）
- 全英オープン優勝者：アーノルド・パーマー（アメリカ）
- 全米プロゴルフ優勝者：ゲーリー・プレーヤー（南アフリカ）

全米オープンで22歳のニクラスがメジャー大会初優勝、通算「18勝」への道がここから始まる。これが彼のPGAツアー初優勝でもあった。

## サッカー
- 第7回FIFAワールドカップ決勝（チリ・6月16日）
ブラジル 3-1 チェコスロバキア
- 第42回天皇杯全日本サッカー選手権大会（5月3日〜6日）
決勝：中央大学 2-1 古河電工

## 自転車競技

### ロードレース
- 第45回ジロ・デ・イタリア
総合優勝：フランコ・パルマミオン（イタリア）
- 第49回ツール・ド・フランス
総合優勝：ジャック・アンクティル（フランス）
- この年、ツール・ド・フランスに企業スポンサーによるチームが復活する。

## テニス

### グランドスラム
- 全豪選手権　男子単優勝：ロッド・レーバー（オーストラリア）、女子単優勝：マーガレット・スミス（オーストラリア）
- 全仏選手権　男子単優勝：ロッド・レーバー（オーストラリア）、女子単優勝：マーガレット・スミス（オーストラリア）
- ウィンブルドン　男子単優勝：ロッド・レーバー（オーストラリア）、女子単優勝：カレン・サスマン（アメリカ）
- 全米選手権　男子単優勝：ロッド・レーバー（オーストラリア）、女子単優勝：マーガレット・スミス（オーストラリア）

レーバーが男子テニス史上2人目の「年間グランドスラム」を達成。1938年のドン・バッジ以来24年ぶりの偉業となる。女子もスミスがウィンブルドンを除く年間3冠を獲得した。

## 誕生
- 1月2日 - 正田耕三（和歌山県、野球）
- 2月19日 - ハナ・マンドリコワ（チェコ、テニス）
- 3月3日 - ジャッキー・ジョイナー＝カーシー（アメリカ、陸上競技）
- 3月20日 - 郭泰源（台湾、野球）
- 3月23日 - スティーブン・レッドグレーブ（イギリス、ボート）
- 3月26日 - ジョン・ストックトン（アメリカ、バスケットボール）
- 4月6日 - 秋山幸二（熊本県、野球）
- 4月10日 - 広澤克実（栃木県、野球）
- 4月12日 - カルロス・サインツ（スペイン、ラリードライバー）
- 4月12日 - 高田延彦（神奈川県、プロレス）
- 4月18日 - 緑健児（鹿児島県、空手）
- 4月26日 - 中西清起（高知県、野球）
- 5月8日 - オレステス・デストラーデ（キューバ、野球）
- 5月15日 - 本西厚博（長崎県、野球）
- 5月22日 - 増田章（石川県、空手）
- 5月26日 - 塩谷育代（愛知県、ゴルフ）
- 6月13日 - シジマール（ブラジル、サッカー）
- 6月18日 - 三沢光晴（埼玉県、プロレス、+2009年）
- 6月22日 - クライド・ドレクスラー（アメリカ、バスケットボール）
- 6月29日 - スコット・スタイナー（アメリカ、プロレス）
- 7月1日 - 三杉里公似（滋賀県、相撲）
- 7月2日 - 偉関晴光（中国→日本、卓球）
- 7月7日 - 藤井康雄（広島県、野球）
- 7月12日 - フリオ・セサール・チャベス（メキシコ、ボクシング）
- 7月29日 - 秦真司（徳島県、野球）
- 8月3日 - 坂本勉（青森県、競輪）
- 8月4日 - 北沢欣浩（北海道、スピードスケート）
- 8月4日 - ロジャー・クレメンス（アメリカ、野球）
- 8月5日 - パトリック・ユーイング（アメリカ、バスケットボール）
- 8月12日 - 松永成立（静岡県、サッカー）
- 8月15日 - 愛甲猛（神奈川県、野球）
- 8月19日 - 小野和幸（秋田県、野球）
- 8月29日 - 伊東勤（熊本県、野球）
- 9月1日 - ルート・フリット（オランダ、サッカー）
- 9月2日 - 水戸泉政人（茨城県、相撲）
- 9月2日 - 和田豊（千葉県、野球）
- 9月14日 - 駒田徳広（奈良県、野球）
- 9月30日 - 斎藤清（山形県、卓球）
- 9月30日 - フランク・ライカールト（オランダ、サッカー）
- 10月5日 - マイケル・アンドレッティ（アメリカ、レーシングドライバー）
- 10月9日 - 大乃国康（北海道、相撲）
- 10月13日 - ジェリー・ライス（アメリカ、アメリカンフットボール）
- 10月19日 - イベンダー・ホリフィールド（アメリカ、ボクシング）
- 10月27日 - 谷川真理（福岡県、マラソン）
- 10月31日 - 山本博（神奈川県、アーチェリー）
- 11月18日 - ジェイミー・モイヤー（アメリカ、野球）
- 11月30日 - ボー・ジャクソン（アメリカ、野球・アメリカンフットボール）
- 12月12日 - トレーシー・オースチン（アメリカ、テニス）
- 12月23日 - 武藤敬司（山梨県、プロレス）

## 死去
- 6月28日 - ミッキー・カクレーン（アメリカ、野球、*1903年）
- 9月4日 - ウィリアム・クローシャー（アメリカ、テニス、*1881年）
- 11月10日 - ユリウス・レーンハルト（オーストリア、体操、*1875年）
- 11月24日 - フォレスト・スミスソン（イギリス、陸上競技、*1881年）
- 12月17日 - カール・ディーム（ドイツ、体育学者、*1882年）